# 上村敏正
上村 敏正（うえむら としまさ、1957年5月25日 ‐ ）は、日本の高校野球指導者。静岡県天竜市（現：浜松市天竜区）出身。現役時代は捕手、投手、外野手。

## 来歴
現在の浜松市天竜市（現：浜松市天竜区）の生まれ。二俣中学校から静岡県立浜松商業高等学校に進学。1975年、3年生の時に第57回全国高等学校野球選手権大会に出場し3回戦まで進出した。背番号1ながら捕手を務め、1回戦の茨城県立竜ヶ崎第一高等学校戦では勝ち越し打を放っている。早稲田大学では準硬式野球に転じ、捕手、投手、外野手を務め、8シーズン中7度優勝を果たした。卒業後の1980年、母校の浜松商でコーチを務め、1981年からは静岡県立御殿場高等学校に異動して野球部監督に就任したが、3年間で1勝も挙げられなった。1984年に再び浜松商に戻り、部長兼監督として静岡県予選を勝ち抜き第66回全国高等学校野球選手権大会出場を決めたが、本大会では副部長兼コーチだった森下知幸を監督に立て、自身は部長に回った。実際の浜松商監督としては、以後春4度、夏2度出場、1986年の第58回選抜高等学校野球大会1回戦で、前年に敗れたPL学園高等学校相手に監督として甲子園初勝利を記録し、1988年の第70回全国高等学校野球選手権大会ではベスト8まで進出した。1997年に退任後、静岡県立三ケ日青年の家に勤務したのち、静岡県立浜松南高等学校で監督に復帰。2009年には静岡県立掛川西高等学校を率いて、第81回選抜高等学校野球大会に出場した。現在は聖隷クリストファー高等学校を指揮する。

## 指導した選手
- 佐野心